# Antenne Münster
Antenne Münster (eigene Schreibweise: ANTENNE MÜNSTER, RDS: MUENSTER) ist ein kommerzieller Radiosender für die Stadt Münster in Westfalen.

## Unternehmen
Antenne Münster ging am 29. September 1991 unter dem Namen „radio AM“ mit Moderator Stefan Feldhof erstmals auf Sendung. Seit 2007 ist Stefan Nottmeier Chefredakteur.
Für den wirtschaftlichen und den technischen Betrieb des Senders ist eine Betriebsgesellschaft verantwortlich, deren Anteile zu 75 Prozent von den örtlichen Lokalzeitungsverlagen und zu 25 Prozent von der Kommune gehalten werden. An der Betriebsgesellschaft sind die Verlage der Westfälischen Nachrichten und der Münsterschen Zeitung beteiligt, außerdem die Stadtwerke Münster. Geschäftsführer ist Peter Härtl. Er ist gleichzeitig Geschäftsführer der Münsterländische Medien Service GmbH & Co. KG (MMS), die auch die Nachbarsender Radio RST (Kreis Steinfurt) und Radio WMW (Kreis Borken) sowie Radio Kiepenkerl (Kreis Coesfeld) betreut.
Antenne Münster finanziert sich als privatrechtlicher Rundfunksender ausschließlich privatwirtschaftlich über Werbeeinnahmen, die mit der Ausstrahlung von Werbespots, Sonderwerbeformen, Sondersendungen und Event-Marketing erzielt werden.
Das Programm wird über UKW auf 95,4 MHz (Fernmeldeturm Münster, 160 W) und im örtlichen Rundfunkkabel auf 91,2 MHz ausgestrahlt. Darüber hinaus ist der Sender über einen Internet-Livestream zu empfangen. Die Abstrahlung des Radioprogramms erfolgt über den Sendeturm an der Wolbecker Straße. Befanden sich anfangs die Sendestudios am Kerstingskamp in Münster-Kinderhaus, so sind sie zwischenzeitlich umgezogen an den Nevinghoff im Gewerbegebiet Zentrum Nord.
Mit etwa 80.000 Zuhörern pro Tag ist Antenne Münster das meistgehörte Radioprogramm der Stadt Münster, das im Jahr 2015 eine Hörer-Quote von 32 % erzielte und sich damit vor 1 Live (27 %) und WDR 2 (19 %) platzierte. Zusammen mit den rund 40.000 Zuhörern aus dem Münsterland erreicht Antenne Münster etwa 120.000 Zuhörer täglich. Im Juli 2016 erreichte Antenne Münster als weiterhin meistgehörtes Radioprogramm der Stadt und des Umlands inzwischen 37 % der münsterischen Radiohörer. Montag bis Freitag zwischen sechs und 18 Uhr schalteten im Jahr 2016 durchschnittlich 32.500 Hörer das Programm ein, was dem Sender die zweitbeste Reichweite seiner Geschichte einbrachte. Auch im Jahr 2022 war Antenne Münster der reichweitenstärkste Radiosender der Stadt und lag mit einer Hörer-Quote von 26,4 % vor 1 Live (26,4 %) und WDR 2 (18,9 %). Im Münsterland konnte der Sender im Untersuchungszeitraum von 14 Tagen mehr als 350.000 Hörer erreichen. Laut der Elektronischen Mediananalyse (E.M.A. 2024 II Hörer gesamt) hören fast 34 % der Radiohörer in Münster täglich Antenne Münster, womit sich der Sender vor WDR 2 (29 %) und 1 Live (18 %) platzieren konnte. Innerhalb der Stadt sowie in den umliegenden Münsterlandkreisen erreicht der Sender 323.000 Hörer.

## Programm

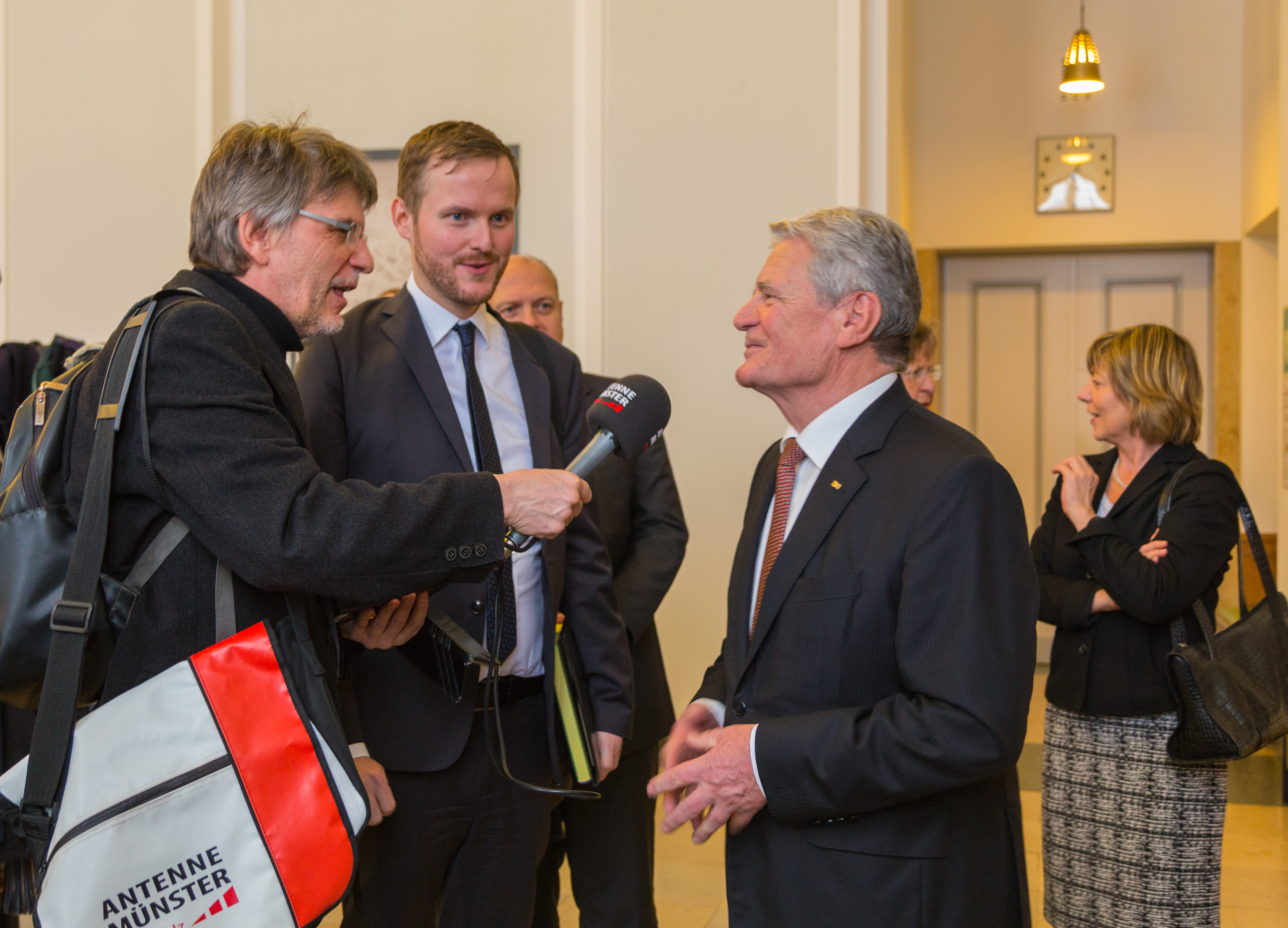
Antenne-Münster-Chefreporter Matthias Menne führt ein Interview mit Altbundespräsident Joachim Gauck (2017).

Antenne Münster sendet wochentäglich zehn Stunden eigenes Programm mit lokalem Bezug. Von 6 bis 10 Uhr läuft die Sendung „Antenne Münster am Morgen“. Innerhalb der Woche werden die Sendestrecken zwischen 10 und 14 Uhr sowie das Abend- und Nachtprogramm vom Mantelprogramm-Anbieter Radio NRW übernommen. Das betrifft insbesondere die Musik, die von Radio NRW eingespielt wird. Die Weltnachrichten kommen ebenfalls von Radio NRW. Von 14 bis 18 Uhr läuft montags bis freitags „Antenne Münster am Nachmittag“. samstags stammen die Sendungen zwischen 8 und 12 Uhr, sonntags zwischen 9 und 12 Uhr aus dem Funkhaus in Münster. Sonntags gibt es eine gemeinsame Sendung mit Philipp Böckmann die auch zeitgleich bei Radio WMW und Radio RST läuft. Lokalnachrichten gibt es montags bis freitags immer zur halben Stunde von 6.30 bis 19.30 und samstags von 7.30 bis 12.30 Uhr. Zudem werden Sendestrecken zu besonderen lokalen Ereignissen mit Moderatoren aus Münster besetzt.
Der Gesetzgeber verpflichtet alle Lokalradios in Nordrhein-Westfalen, die eigene Frequenz täglich für eine Stunde für extern produzierten Bürgerfunk freizugeben. Dieser wird bei Antenne Münster wochentäglich und samstags von 20 bis 21 Uhr, sonntags von 19 bis 20 Uhr ausgestrahlt.

## Sonstiges
Antenne Münster engagiert sich bei der landesweiten „Aktion Lichtblicke“ für sozial benachteiligte Familien in Münster und in NRW. Die Schulanfangs-Aktion „Münster sieht gelb“ startet jedes Jahr nach den Sommerferien, um Münsters I-Männchen einen sicheren Schulweg zu ermöglichen.
Die früheren Moderatorinnen Judith Rakers und Pinar Atalay wurden nach diversen Zwischenstationen beide Mitarbeiter der Tagesschau-/Tagesthemen-Redaktion der ARD in Hamburg. Der ehemalige Mitarbeiter Christian Feld ist inzwischen als ARD-Korrespondent in Brüssel tätig.